# Ryna (film)
Ryna – rumuńsko-szwajcarski dramat obyczajowy z 2005 roku w reżyserii Ruxandry Zenide. Zdjęcia kręcono w Delcie Dunaju (okręg Tulcza).

## Opis fabuły
Akcja filmu rozgrywa się w rumuńskiej Dobrudży. 16-letnia Ryna pracuje w warsztacie samochodowym swojego ojca i cierpi na nieuleczalną chorobę. Choroba ta jest dla jej ojca pretekstem, aby zmuszać Rynę do ubierania się jak chłopiec i tłumienia we własnej córce zachowań typowych dla dziewcząt w jej wieku. Życie Ryny wypełnia się w coraz większym stopniu próbami ucieczki od „gorsetu” narzuconego jej przez ojca. Starając się o przedłużenie koncesji na prowadzenie warsztatu samochodowego, ojciec Ryny decyduje się ją poświęcić dla sprawy. Ryna zostaje zgwałcona przez burmistrza miasta, a Biri uzyskuje upragnioną koncesję.
Film nominowany do Szwajcarskiej Nagrody Filmowej.

## Obsada
- Dorotheea Petre – Ryna
- Valentin Popescu – Biri
- Matthieu Rozé – George
- Nicolae Praida – Bunicul
- Radu Romaniuc – Micu
- Theodor Delciu – Listonosz
- Constantin Ghenescu – Dr Marcu